# ThingsBoard
ThingsBoard és una plataforma o entorn de programari lliure i de codi obert amb l'objectiu d'implementar un sistema de control domèstic d'internet de les coses. ThingsBoard permet de gestionar dispositius, recollir la informació generada, anàlisi i processament de dades i visualització. ThingsBoard està sota llicència Apache 2.0

## Propietats
- ThingBoard suporta els protocols MQTT, CoAP i HTTP.
- Suporta comandes RPC (Remote Procedure Call).
- Seguretat : permet encriptació de transport per MQTT i HTTP. Autenticació de dispositius i gestió de credencials.
- Integrabilitat : AWS IoT d'Amazon, Apache Spark, Sigfox.

- Plataformes de maquinari : Arduino, ESP8266, NodeMCU, Raspberry Pi, LinkIt ONE.
- Millores de la versió 2.0 :[4]
  - Millora de l'algorisme de control.
  - Definició de quotes d'usuari per a Apache Cassandra i missatges entrants.
  - Interfície al sistema Modbus.
  - Nou client MQTT Netty.